# Barraquito
Le Barraquito ou Zaperoco, est une boisson sucrée au café très populaire dans les îles Canaries, en Espagne,. Il est souvent servi en couches, grâce aux différentes densités de ses ingrédients, qui sont, de bas en haut, du lait concentré, de la liqueur, de l'Expresso et du lait mousseux. Il est servi dans un verre moyen ou grand, et garni de poudre de cannelle et de zestes de citron ou de citron vert. La liqueur est généralement du Licor 43, une liqueur douce aromatisée aux quarante-trois épices, ou du Tía María, une liqueur de café jamaïcaine avec une légère touche de vanille. Il existe également une version sans alcool.
Dans la partie nord de l'île, la zone située entre Buenavista à l'ouest et Puerto de la Cruz à l'est, il est également connu sous le nom de « Zaperoco ». Dans la région de Santa Cruz et de La Laguna, le Barraquito fait référence à un café avec du lait concentré et du lait entier, qui dans d'autres endroits est appelé Leche-leche, similaire à un café bombón.

## Origine
Il existe plusieurs théories, bien que la plus acceptée remonte au milieu du siècle dernier à Santa Cruz. Selon le Diccionario histórico-etimológico del habla canaria de Marcial Morera, le nom vient d'un client habituel du Bar Imperial, Don Sebastián Rubio, surnommé « Barraquito » ou « Barraco », qui commandait toujours un cortado avec du lait concentré dans un long verre, un verre de Licor 43, un zeste de citron et de la cannelle. Ce bar est toujours actif et se trouve à proximité de la Plaza de la Paz. Selon d'autres sources, cela s'est passé au Bar Paragüitas, également à Santa Cruz.
On dit aussi qu'il a été inventé par le barman Don Manolo Grijalbo (kioskero selon d'autres), d'un établissement proche de la Marquesina del Puerto, un lieu qui servait de point de rencontre pour les artistes, les hommes d'affaires, les étudiants, etc.
Quelle que soit son origine, le Barraquito s'est rapidement répandu dans les îles, mais il est inconnu sur le continent.

## Variantes
- Barraquito Especial : c'est le nom donné au Barraquito dans la région de la capitale, c'est-à-dire des couches très distinctes de lait concentré, de Licor 43, de café au lait, de mousse de lait, de cannelle et de citron ;
- Barraquito Vírgen, ou sans alcool : sans liqueur, c'est-à-dire avec le café au lait et le lait, avec de la cannelle et du citron.